# تلخیان
تلخیان یک منطقهٔ مسکونی در افغانستان است که در ولایت بغلان واقع شده‌است.